# OGIC
 (février 2021).
La mise en forme du texte ne suit pas les recommandations de Wikipédia : il faut le « wikifier ».
Les points d'amélioration suivants sont les cas les plus fréquents. Le détail des points à revoir est peut-être précisé sur la page de discussion.
- Les titres sont pré-formatés par le logiciel. Ils ne sont ni en capitales, ni en gras.
- Le texte ne doit pas être écrit en capitales (les noms de famille non plus), ni en gras, ni en italique, ni en « petit »…
- Le gras n'est utilisé que pour surligner le titre de l'article dans l'introduction, une seule fois.
- L'italique est rarement utilisé : mots en langue étrangère, titres d'œuvres, noms de bateaux, etc.
- Les citations ne sont pas en italique mais en corps de texte normal. Elles sont entourées par des guillemets français : « et ».
- Les listes à puces sont à éviter, des paragraphes rédigés étant largement préférés. Les tableaux sont à réserver à la présentation de données structurées (résultats, etc.).
- Les appels de note de bas de page (petits chiffres en exposant, introduits par l'outil «  Source ») sont à placer entre la fin de phrase et le point final[comme ça].
- Les liens internes (vers d'autres articles de Wikipédia) sont à choisir avec parcimonie. Créez des liens vers des articles approfondissant le sujet. Les termes génériques sans rapport avec le sujet sont à éviter, ainsi que les répétitions de liens vers un même terme.
- Les liens externes sont à placer uniquement dans une section « Liens externes », à la fin de l'article. Ces liens sont à choisir avec parcimonie suivant les règles définies. Si un lien sert de source à l'article, son insertion dans le texte est à faire par les notes de bas de page.
- La présentation des références doit suivre les conventions bibliographiques. Il est recommandé d'utiliser les modèles {{Ouvrage}}, {{Chapitre}}, {{Article}}, {{Lien web}} et/ou {{Bibliographie}}. Le mode d'édition visuel peut mettre en forme automatiquement les références.
- Insérer une infobox (cadre d'informations à droite) n'est pas obligatoire pour parachever la mise en page.

Pour une aide détaillée, merci de consulter Aide:Wikification.
Si vous pensez que ces points ont été résolus, vous pouvez retirer ce bandeau et améliorer la mise en forme d'un autre article.
 (février 2021).
OGIC est un groupe de promotion immobilière français indépendant fondé en 1966 par René Fillon. Son nom est un acronyme signifiant Office Général de l’Immobilier et Construction. L'entreprise est active dans l’immobilier résidentiel, l’immobilier d’entreprise, la réhabilitation et la transformation du patrimoine ainsi que l’aménagement urbain.  
OGIC a annoncé un chiffre d'affaires de 622 millions d'euros en 2019.

## Activités
Au travers de ses projets, OGIC a notamment remporté des prix comme le Best Futura Project au MIPIM Awards pour son projet Mille Arbres à Paris, la Pyramide d'Or du Bâtiment bas-carbone pour son projet Ydéal Confluence à Lyon et plusieurs de ses projets ont été lauréats du concours Inventons la métropole du Grand Paris, notamment Bulle d'air à Nanterre.

### Immobilier résidentiel
Après 55 ans d'existence, OGIC a construit plus de 10 000 logements en France. Dans ce cadre et malgré ses nombreux retards de livraison, l'entreprise a reçu les récompenses suivantes :
- Ydéal confluence à Lyon dans le quartier de La Confluence (2019) : un projet urbain qui propose le premier îlot en autoconsommation collective de France[7] ainsi qu'un bâtiment de bureaux en terre crue[8], a reçu la Pyramide d’Or dans la catégorie « Bâtiment bas carbone »[4] et la Pyramide d’Argent dans la catégorie « Grand Prix régional »[9] en 2019.
- Le projet New G à Paris s'inspire des théories comportementales du nudge pour favoriser les éco-gestes[10].
- La Serre à Issy-les-Moulineaux : un « village vertical » pour lequel la ville a reçu le Prix interdépartemental de l'innovation urbaine en 2020[11].
- Allure dans la ZAC de Clichy-Batignolles a obtenu la Pyramide d’Argent Île-de-France en 2018[12].
- Les Vergers de Fénelon à Vaucresson : mêlant agroforesterie et habitat, le programme a été lauréat d'Inventons la métropole du Grand Paris en 2017[13].

### Réhabilitation et transformation
- Réhabilitation de l'ancien Hôpital Richaud à Versailles, datant du XVIIe siècle, en un programme mixte « Le Carré des siècles »[14]. Il a reçu le Prix Spécial du Jury aux Pyramides d'Argent (2015)[15]. En novembre 2009, OGIC rachète la quasi-totalité de l'hôpital royal de Versailles à l'État via la commune afin de le transformer en logements (dont 20 % de logements sociaux), en commerces et en jardins[16]. Il prévoit également des surfaces de bureaux et l'implantation d'une crèche municipale ainsi qu'un espace culturel dans l'ancienne chapelle désaffectée, qui restera propriété de la ville de Versailles. Afin d'ouvrir cet édifice sur les quartiers qui l'entourent, les jardins sont ouverts au public pendant la journée, de même que les voies piétonnes et cyclables qui traverseront ce nouvel ensemble[17]. La chapelle rénovée, devenue l'Espace Richaud[18], accueille désormais des expositions.

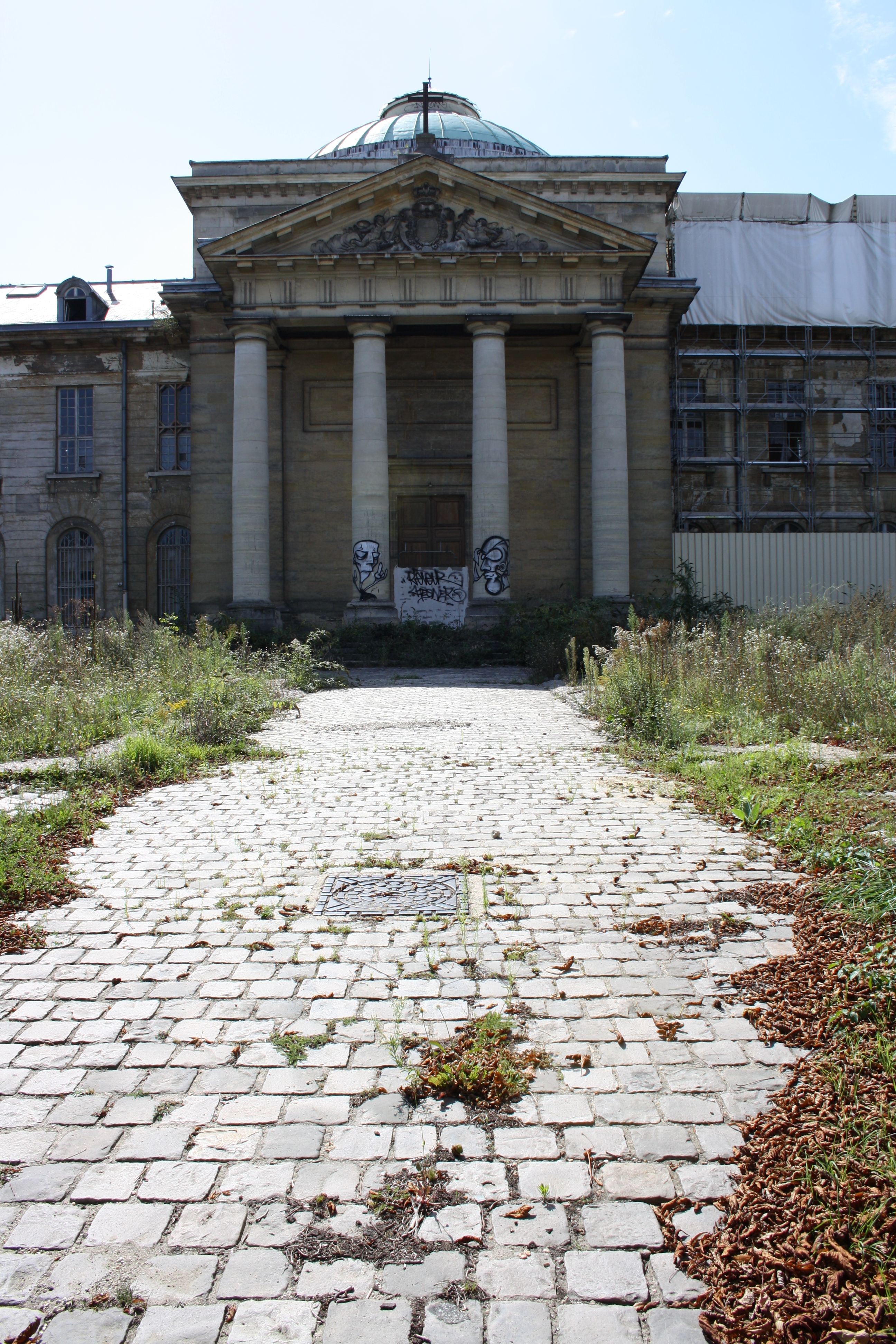
L'hôpital en 2011, alors abandonné.
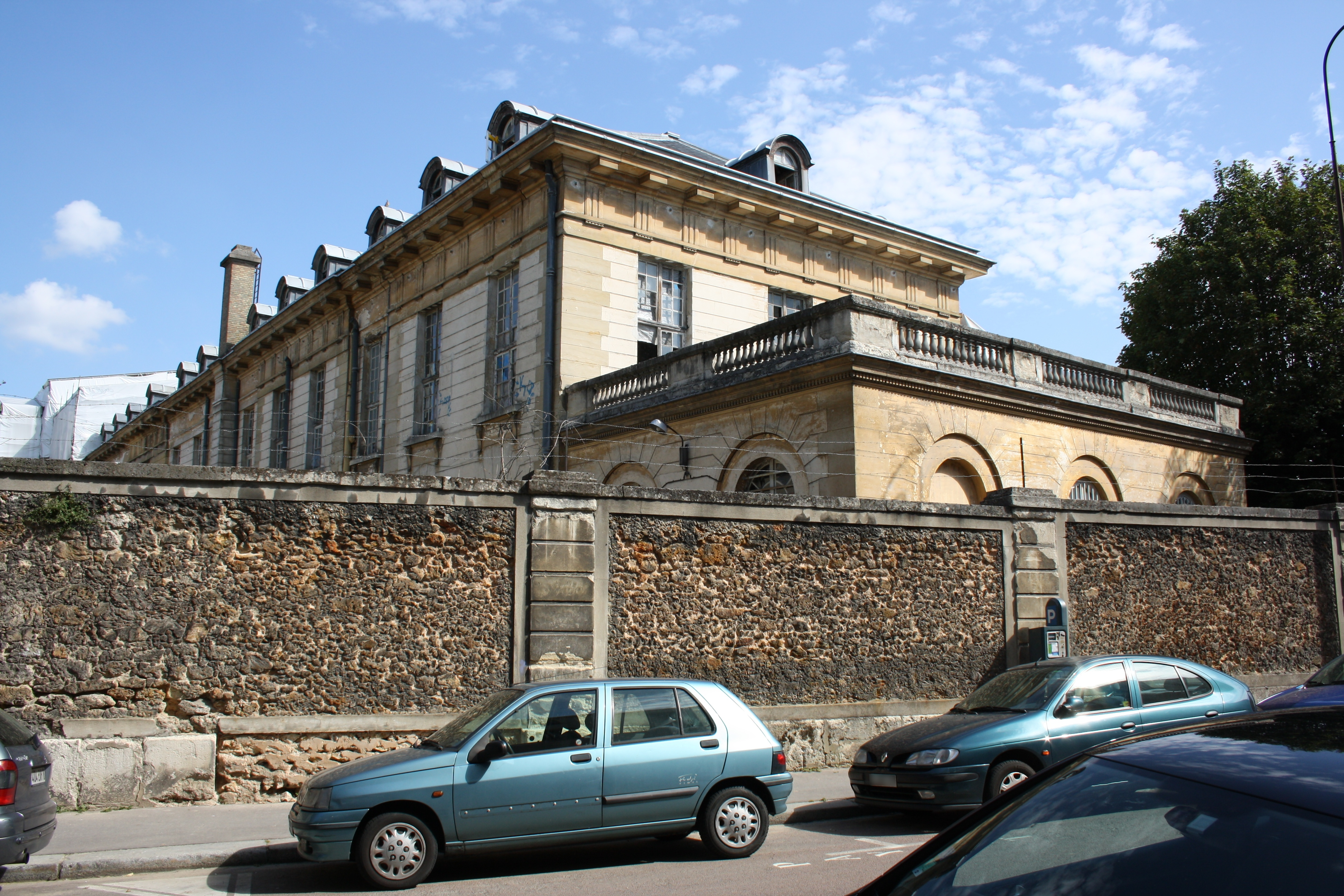
L'hôpital depuis la rue Richaud avant sa restauration.
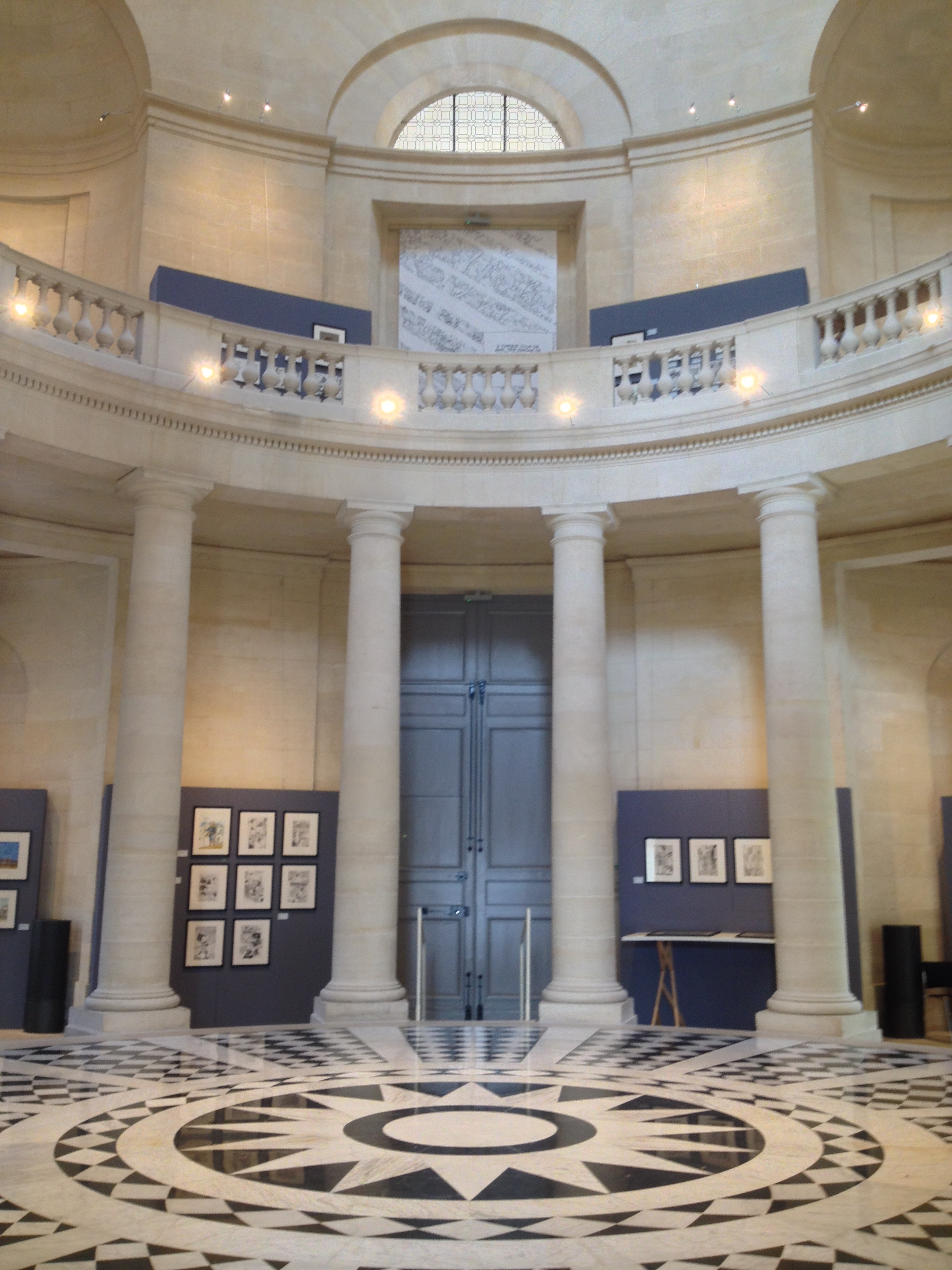
Espace Richaud, lors d'une exposition 2016.
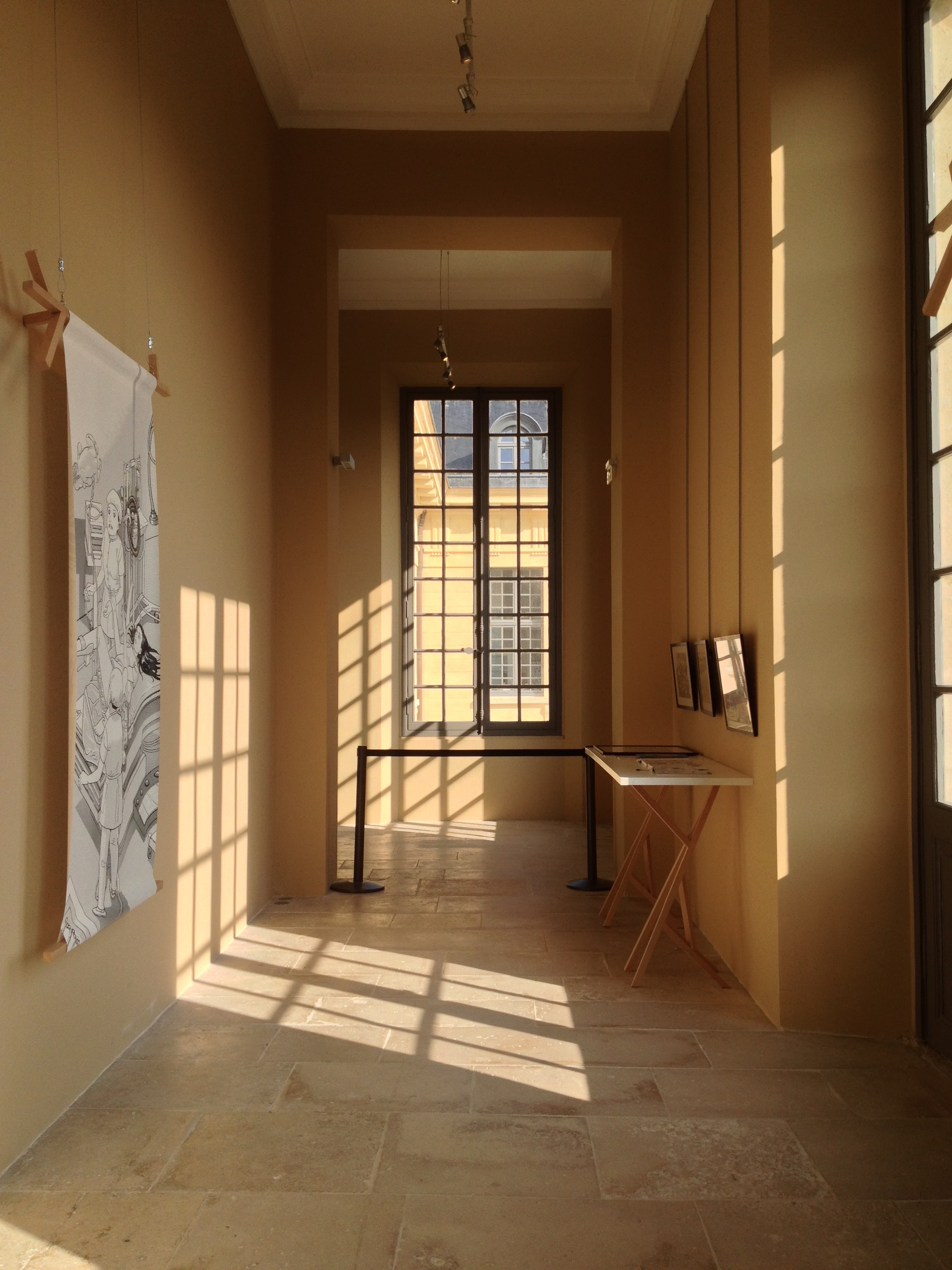
Dans un couloir de l'Espace Richaud, lors d'une exposition en 2016.

- Reconversion des prisons Saint-Paul et Saint-Joseph à Lyon : construites au XIXe siècle, les prisons Saint-Paul et Saint-Joseph étaient un ensemble de deux prisons situées au sud de la gare de Perrache. Désaffectées depuis 2009, en novembre 2010, le projet de réhabilitation « La Vie Grande Ouverte » porté par OGIC[19], l'Université catholique de Lyon et Habitat et Humanisme est retenu. Il prévoit notamment la création de bureaux, de logements sociaux et de logements intergénérationnels, ainsi que l'implantation d'un campus qui accueillera 5000 étudiants[20]. L'inauguration a lieu en 2015.

- Réhabilitation du 31 place Bellecour à Lyon[21],[22] : un projet qui a reçu le Geste de bronze pour le Grand Prix Amont [23] du concours des Gestes d'or.
- Rénovation du siège de la Conférence des évêques de France (2007).

### Immobilier d'entreprise
- Siège du Medef à Paris : réhabilitation lourde d'un immeuble des années 50, avec l'architecte Jean-Michel Wilmotte[24] en 2003.
- Rénovation de la tour Lopez, rue Viala à Paris : ancien bâtiment occupé par la Caisse d'Allocations Familiales, entièrement rénové pour en faire un immeuble de bureau, livré en 2010[25]. La modernisation fait l'objet d'un ouvrage « La Tour Lopez : la renaissance d'une belle endormie »[26] (2010).
- Bercy Crystal : 14 550m2 de bureaux chauffés au gaz naturel dans le quartier de Bercy Saint-Emilion[27].
- 24/26 place de la Madeleine : réhabilitation de l'immeuble de bureaux abritant le traiteur Fauchon, place de la Madeleine[28].
- Ybry à Neuilly : rénovation de 14 300 m2 de bureaux à Neuilly pour accueillir le siège monde de la société Sephora[29].
- Mille Arbres à Paris : lauréat du concours Réinventer Paris en 2016[30], le projet a reçu le « Best Futura Project » au Mipim Awards en 2019[3].

### Aménagement urbain
- « Golfe d’Amour » à La Ciotat (2016) : a obtenu la Pyramide d’Argent du Parcours Résidentiel[31].
- « Collections » à Villeurbanne (2020) : réhabilitation d'un site industriel pour en faire un quartier d’habitation de 406 logements dont 103 sociaux[32].
- « Green Sheds » à Pantin (2021) : un nouveau quartier mixte (logements, bureaux, commerces, crèche, salle polyvalente, etc) au cœur du quartier Méhul, connu pour avoir accueilli en 1859 l'ancienne filature Cartier Bresson[33].
- Le « Clos Saint-Louis », un éco-quartier à Saint-Germain-en-Laye dans le quartier historique de l’hôpital, prévu pour 2025[34].

## Actionnariat
Depuis 2008, la holding Dentressangle est actionnaire majoritaire d’OGIC.

## Partenaires
OGIC collabore avec un écosystème d'entreprises du secteur, paysagistes, écologues et architectes comme Sou Fujimoto, Winy Maas de MVRDV, Diener_&_Diener (en), Alexandre Chemetoff, Jean-Michel Wilmotte ou encore Jean-Jacques Ory.
L'entreprise a signé la charte « 1 immeuble 1 œuvre » qui engage les promoteurs signataires à commander une œuvre d’art lors de tout nouveau programme de construction.

## Implantations
Fondée à Paris, OGIC est présente en Île-de-France ainsi que dans les régions Rhône-Alpes, Savoie et Provence-Alpes-Côte d'Azur. Son siège social se trouve à Issy-les-Moulineaux.